# Região Geográfica Imediata de Itapipoca
A Região Geográfica Imediata de Itapipoca é uma das dezoito regiões imediatas do estado brasileiro do Ceará, uma das cinco regiões imediatas que compõem a Região Geográfica Intermediária de Fortaleza e uma das 509 regiões imediatas no Brasil, criadas pelo IBGE em 2017.
É composta por sete municípios, tendo uma população estimada pelo IBGE para 1.º de julho de 2017, de 296 379 habitantes e uma área total de 5 034,566 km².
A cidade de Itapipoca é a mais populosa da região, com 131 687 habitantes e também a maior em área, com 1,614,682 km².

## Municípios
- Amontada
- Itapipoca
- Miraíma
- Trairi
- Tururu
- Umirim
- Uruburetama